# 신한평
신한평(申漢枰, 1726년 ~ 1809년)은 조선 후기의 화가이자 무관이다. 본관은 고령, 호는 일재(逸齋). 화원(畵員) 신일흥(申日興)의 조카이며, 신윤복(潤福)의 아버지이다. 첨절제사(僉節制使)를 지냈고 산수·인물·초상·화훼를 잘 그렸다. 정조의 어진(御眞)을 김홍도, 한종유와 각각 그린 사실이 실록에 전한다.

## 작품
작품으로 〈원교 이광사 초상도〉(圓嶠李匡師肖像圖)(국립중앙박물관 소장), 〈우경산수도〉(雨景山水圖), 〈화조도〉, 〈묵모란도〉(墨牡丹圖) 등이 전한다.

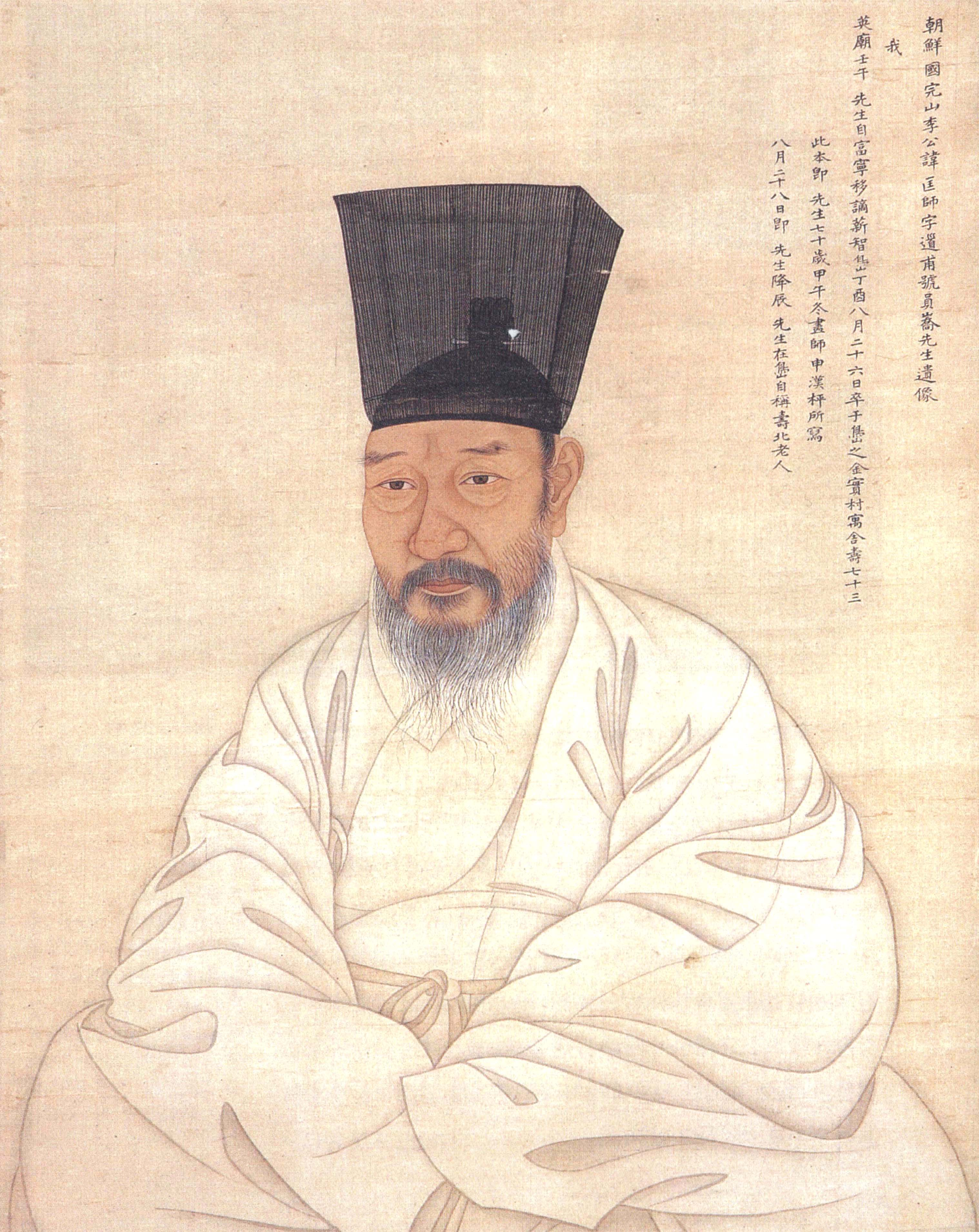
이광사 초상
〈화조도〉
〈자모육아도〉